# Американская звезда
«Американская звезда» (англ. American Star) — триллер режиссёра Гонсало Лопеса-Гальего по сценарию Начо Ферена. Продюсерами стали Иэн Макшейн и Майкл Эллиот. Главные роли в фильме исполнили Иэн Макшейн, Томас Кречман, Нора Арнезедер и Оскар Коулман.
Фильм вышел в прокат 26 января 2024 года.

## Сюжет
Уилсон, наемный убийца, отправляется на остров Фуэртевентура, чтобы убить человека, которого он никогда раньше не видел. Отправившись на остров, Уилсон решает остаться на нём до прибытия цели. Когда цель прибывает, Уилсон должен выяснить, кто он такой.

## В ролях
- Иэн Макшейн — Уилсон[5]
- Томас Кречман — Томас
- Нора Арнезедер — Глория
- Адам Нагайтис — Райн
- Фанни Ардан — Анна
- Оскар Коулман — Макс

## Производство
Продюсерами фильма выступили Иэн Макшейн и Майкл Эллиот через компанию Emu Films. Съёмки фильма проходили на Канарских островах. 12 декабря 2023 года компания IFC Films выпустила трейлер фильма «Американская звезда».
Премьера фильма состоялась в Нью-Йорке 18 января 2024 года; в широкий прокат лента вышла 26 января 2024 года в США.